# Багатобарвна чагарниця
Багатобарвна чагарни́ця (Trochalopteron) — рід горобцеподібних птахів родини Leiothrichidae. Представники цього роду мешкають в Азії. Раніше їх відносили до роду Чагарниця (Garrulax), однак за результатами низки молекулярно-філогенетичних досліджень вони були перевенеі до роду Trochalopteron.

## Види
Виділяють дев'ятнадцять видів:
- Чагарниця темноброва (Trochalopteron lineatum)
- Чагарниця бутанська (Trochalopteron imbricatum)
- Чагарниця маніпурська (Trochalopteron virgatum)
- Чагарниця іржаста (Trochalopteron austeni)
- Чагарниця золотокрила (Trochalopteron subunicolor)
- Чагарниця сизокрила (Trochalopteron squamatum)
- Чагарниця бурощока (Trochalopteron henrici)
- Чагарниця жовтокрила (Trochalopteron elliotii)
- Чагарниця біловуса (Trochalopteron morrisonianum)
- Чагарниця чорнощока (Trochalopteron affine)
- Чагарниця чорнохвоста (Trochalopteron variegatum)
- Чагарниця іржастоголова (Trochalopteron erythrocephalum)
- Чагарниця плямистоплеча (Trochalopteron chrysopterum)
- Чагарниця оливкова (Trochalopteron melanostigma)
- Чагарниця малазійська (Trochalopteron peninsulae)
- Чагарниця реліктова (Trochalopteron ngoclinhense)
- Чагарниця сріблястощока (Trochalopteron yersini)
- Чагарниця червонокрила (Trochalopteron formosum)
- Чагарниця рудохвоста (Trochalopteron milnei)

Два види, яких раніше відносили до роду Trochalopteron, за результатами молекулярно-філогенетичного дослідження, опублікованого в 2017 році. були переведені до відновленого роду Montecincla.

## Етимологія
Наукова назва роду Trochalopteron  походить від сполучення слів дав.-гр. τροχαλος — округлий і πτερον — крило.